# Rage Against the Machine/Diskografie
Diese Diskografie ist eine Übersicht über die musikalischen Werke der US-amerikanischen Rockband Rage Against the Machine. Den Schallplattenauszeichnungen hat sie bisher mehr als 15,5 Millionen Tonträger verkauft, davon alleine in ihrer Heimat über 9,3 Millionen. Ihre erfolgreichste Veröffentlichung ist das Album Rage Against the Machine mit über 5,2 Millionen verkauften Einheiten.

## Alben

### Studioalben
| Jahr | Titel                     | Höchstplatzierung, Gesamtwochen, AuszeichnungChartplatzierungen (Jahr, Titel, Platzierungen, Wochen, Auszeichnungen, Anmerkungen) | Höchstplatzierung, Gesamtwochen, AuszeichnungChartplatzierungen (Jahr, Titel, Platzierungen, Wochen, Auszeichnungen, Anmerkungen) | Höchstplatzierung, Gesamtwochen, AuszeichnungChartplatzierungen (Jahr, Titel, Platzierungen, Wochen, Auszeichnungen, Anmerkungen) | Höchstplatzierung, Gesamtwochen, AuszeichnungChartplatzierungen (Jahr, Titel, Platzierungen, Wochen, Auszeichnungen, Anmerkungen) | Höchstplatzierung, Gesamtwochen, AuszeichnungChartplatzierungen (Jahr, Titel, Platzierungen, Wochen, Auszeichnungen, Anmerkungen) | Anmerkungen                                       |
| Jahr | Titel                     | DE | AT | CH | UK | US | Anmerkungen                                       |
| ---- | ------------------------- | --- | --- | --- | --- | --- | ------------------------------------------------- |
| 1992 | Rage Against the Machine  | DE22 Gold · (77 Wo.)DE | AT— GoldAT | CH16 Gold · (7 Wo.)CH | UK17 ×3Dreifachplatin · (49 Wo.)UK                                                                                                | US45 ×3Dreifachplatin · (97 Wo.)US                                                                                                | Erstveröffentlichung: 6. November 1992            |
| 1996 | Evil Empire               | DE2 (21 Wo.)DE | AT2 (16 Wo.)AT | CH4 Gold · (13 Wo.)CH | UK4 Gold · (7 Wo.)UK | US1 ×3Dreifachplatin · (74 Wo.)US                                                                                                 | Erstveröffentlichung: 16. April 1996              |
| 1999 | The Battle of Los Angeles | DE7 (15 Wo.)DE | AT17 (11 Wo.)AT | CH15 (17 Wo.)CH | UK23 Gold · (1 Wo.)UK | US1 ×2Doppelplatin · (51 Wo.)US                                                                                                   | Erstveröffentlichung: 2. November 1999            |
| 2000 | Renegades                 | DE47 (11 Wo.)DE | AT66 (3 Wo.)AT | CH49 (12 Wo.)CH | UK71 Gold · (1 Wo.)UK | US14 Platin · (22 Wo.)US | Erstveröffentlichung: 5. Dezember 2000 Coveralbum |

### Livealben
| Jahr | Titel                                | Höchstplatzierung, Gesamtwochen, AuszeichnungChartplatzierungen (Jahr, Titel, Platzierungen, Wochen, Auszeichnungen, Anmerkungen) | Höchstplatzierung, Gesamtwochen, AuszeichnungChartplatzierungen (Jahr, Titel, Platzierungen, Wochen, Auszeichnungen, Anmerkungen) | Höchstplatzierung, Gesamtwochen, AuszeichnungChartplatzierungen (Jahr, Titel, Platzierungen, Wochen, Auszeichnungen, Anmerkungen) | Höchstplatzierung, Gesamtwochen, AuszeichnungChartplatzierungen (Jahr, Titel, Platzierungen, Wochen, Auszeichnungen, Anmerkungen) | Höchstplatzierung, Gesamtwochen, AuszeichnungChartplatzierungen (Jahr, Titel, Platzierungen, Wochen, Auszeichnungen, Anmerkungen) | Anmerkungen |
| Jahr | Titel                                | DE | AT | CH | UK | US | Anmerkungen |
| ---- | ------------------------------------ | --- | --- | --- | --- | --- | --- |
| 2003 | Live at the Grand Olympic Auditorium | — | — | — | — | US94 (4 Wo.)US | Erstveröffentlichung: 25. November 2003                                                                             |
| 2021 | The Battle of Mexico City            | — | — | — | — | US70 (1 Wo.)US | Erstveröffentlichung: 12. Juni 2021 Vinyl-Neuauflage des gleichnamigen Videoalbums anlässlich des Record Store Days |
| 2025 | Live On Tour 1993                    | — | — | — | — | US149 (1 Wo.)US | Erstveröffentlichung: 12. April 2025 Veröffentlichung zum Record Store Day                                          |

### Kompilationen
- 1998: Live & Rare
- 2010: The Collection

## Singles
| Jahr | Titel Album                                     | Höchstplatzierung, Gesamtwochen, AuszeichnungChartplatzierungen (Jahr, Titel, Album, Platzierungen, Wochen, Auszeichnungen, Anmerkungen) | Höchstplatzierung, Gesamtwochen, AuszeichnungChartplatzierungen (Jahr, Titel, Album, Platzierungen, Wochen, Auszeichnungen, Anmerkungen) | Höchstplatzierung, Gesamtwochen, AuszeichnungChartplatzierungen (Jahr, Titel, Album, Platzierungen, Wochen, Auszeichnungen, Anmerkungen) | Höchstplatzierung, Gesamtwochen, AuszeichnungChartplatzierungen (Jahr, Titel, Album, Platzierungen, Wochen, Auszeichnungen, Anmerkungen) | Höchstplatzierung, Gesamtwochen, AuszeichnungChartplatzierungen (Jahr, Titel, Album, Platzierungen, Wochen, Auszeichnungen, Anmerkungen) | Anmerkungen                             |
| Jahr | Titel Album                                     | DE | AT | CH | UK | US | Anmerkungen                             |
| ---- | ----------------------------------------------- | --- | --- | --- | --- | --- | --------------------------------------- |
| 1992 | Killing in the Name Rage Against the Machine    | DE— GoldDE | — | — | UK1 ×2Doppelplatin · (9 Wo.)UK | — | Erstveröffentlichung: 2. November 1992  |
| 1992 | Bullet in the Head Rage Against the Machine     | — | — | — | UK16 (4 Wo.)UK | — | Erstveröffentlichung: 29. Dezember 1992 |
| 1993 | Bombtrack Rage Against the Machine              | — | — | — | UK37 (2 Wo.)UK | — | Erstveröffentlichung: 10. August 1993   |
| 1996 | Bulls on Parade Evil Empire                     | — | — | — | UK8 Gold · (3 Wo.)UK | — | Erstveröffentlichung: 13. April 1996    |
| 1996 | People of the Sun Evil Empire                   | — | — | — | UK26 (2 Wo.)UK | — |                                         |
| 1999 | Guerrilla Radio The Battle of Los Angeles       | — | — | — | UK32 Silber · (2 Wo.)UK | US69 (20 Wo.)US | Erstveröffentlichung: 12. Oktober 1999  |
| 2000 | Sleep Now in the Fire The Battle of Los Angeles | — | — | — | UK43 (2 Wo.)UK | — | Erstveröffentlichung: 23. Mai 2000      |

Weitere Singles
- 1994: Freedom
- 1994: Year of tha Boomerang
- 1996: Down Rodeo
- 1997: Vietnow
- 1998: The Ghost of Tom Joad
- 1998: No Shelter
- 2000: Testify
- 2000: Calm Like a Bomb
- 2000: Renegades of Funk
- 2001: How I Could Just Kill a Man

## Videoalben und Musikvideos

### Videoalben
| Jahr | Titel                                | Höchstplatzierung, Gesamtwochen, AuszeichnungChartplatzierungen (Jahr, Titel, Platzierungen, Wochen, Auszeichnungen, Anmerkungen) | Höchstplatzierung, Gesamtwochen, AuszeichnungChartplatzierungen (Jahr, Titel, Platzierungen, Wochen, Auszeichnungen, Anmerkungen) | Höchstplatzierung, Gesamtwochen, AuszeichnungChartplatzierungen (Jahr, Titel, Platzierungen, Wochen, Auszeichnungen, Anmerkungen) | Höchstplatzierung, Gesamtwochen, AuszeichnungChartplatzierungen (Jahr, Titel, Platzierungen, Wochen, Auszeichnungen, Anmerkungen) | Höchstplatzierung, Gesamtwochen, AuszeichnungChartplatzierungen (Jahr, Titel, Platzierungen, Wochen, Auszeichnungen, Anmerkungen) | Anmerkungen                                        |
| Jahr | Titel                                | DE | AT | CH | UK | US | Anmerkungen                                        |
| ---- | ------------------------------------ | --- | --- | --- | --- | --- | -------------------------------------------------- |
| 1997 | Rage Against the Machine             | — | — | — | UK23 Gold · (31 Wo.)UK | US— ×2DoppelplatinUS | Erstveröffentlichung: 25. November 1997 VHS/DVD    |
| 2001 | The Battle of Mexico City            | — | — | — | UK5 Gold · (17 Wo.)UK | US— GoldUS | Erstveröffentlichung: 20. Februar 2001 VHS/DVD     |
| 2003 | Live at the Grand Olympic Auditorium | — | — | — | UK27 Gold · (5 Wo.)UK | US— GoldUS | Erstveröffentlichung: 8. Dezember 2003 DVD         |
| 2015 | Live at Finsbury Park                | — | — | — | UK4 (2 Wo.)UK | — | Erstveröffentlichung: 16. Oktober 2015 DVD/Blu-Ray |

### Musikvideos
| Jahr | Titel                       | Regie                |
| ---- | --------------------------- | -------------------- |
| 1992 | Killing in the Name         | Peter Gideon         |
| 1993 | Bullet in the Head          | BBC Worldwide        |
| 1993 | Bombtrack                   | Peter Christopherson |
| 1993 | Freedom                     | Peter Christopherson |
| 1996 | Bulls on Parade             | Peter Christopherson |
| 1996 | People of the Sun           | Peter Christopherson |
| 1997 | The Ghost of Tom Joad       | Heather Perry        |
| 1998 | No Shelter                  | Gavin Bowden         |
| 1999 | Guerrilla Radio             | Honey                |
| 2000 | Sleep Now in the Fire       | Michael Moore        |
| 2000 | Testify                     | Michael Moore        |
| 2000 | Renegades of Funk           | Steven Murashige     |
| 2003 | How I Could Just Kill a Man | Harri Kristin        |

## Boxsets
- 2012: Rage Against the Machine XX 20th Anniversary Edition

## Sonderveröffentlichungen
Demos
- 1991: Rage Against the Machine

## Statistik

### Chartauswertung
|                     | DE    | AT    | CH    | UK    | US    |
| ------------------- | ----- | ----- | ----- | ----- | ----- |
| Nummer-eins-Alben   | DE—DE | AT—AT | CH—CH | UK—UK | US2US |
| Top-10-Alben        | DE2DE | AT1AT | CH1CH | UK1UK | US2US |
| Alben in den Charts | DE4DE | AT3AT | CH4CH | UK4UK | US6US |

|                       | DE    | AT    | CH    | UK    | US    |
| --------------------- | ----- | ----- | ----- | ----- | ----- |
| Nummer-eins-Singles   | DE—DE | AT—AT | CH—CH | UK1UK | US—US |
| Top-10-Singles        | DE—DE | AT—AT | CH—CH | UK2UK | US—US |
| Singles in den Charts | DE—DE | AT—AT | CH—CH | UK7UK | US1US |

|                          | DE    | AT    | CH    | UK    | US    |
| ------------------------ | ----- | ----- | ----- | ----- | ----- |
| Nummer-eins-Videoalben   | DE—DE | AT—AT | CH—CH | UK—UK | US—US |
| Top-10-Videoalben        | DE—DE | AT—AT | CH—CH | UK2UK | US—US |
| Videoalben in den Charts | DE—DE | AT—AT | CH—CH | UK4UK | US—US |

### Auszeichnungen für Musikverkäufe
| Goldene Schallplatte - Australien - 1996: für das Album Evil Empire - Belgien - 1995: für das Album Rage Against the Machine - 1996: für das Album Evil Empire - Frankreich - 1996: für das Album Evil Empire - 1999: für das Videoalbum Live - Japan - 1999: für das Album Live & Rare - 1999: für das Album The Battle of Los Angeles - 2005: für das Album Rage Against the Machine - Neuseeland - 2003: für das Album Live At The Grand Olympic Auditorium - Norwegen - 1996: für das Album Rage Against the Machine - Schweden - 2000: für das Album Evil Empire - Spanien - 1996: für das Album Evil Empire | Platin-Schallplatte - Australien - 1993: für die Single Killing in the Name - 1999: für das Videoalbum The Battle of Los Angeles - 2000: für das Album Renegades - 2004: für das Videoalbum Live At The Grand Olympic Auditorium - Dänemark - 2023: für die Single Killing in the Name - Europa - 1994: für das Album Rage Against the Machine - Frankreich - 1995: für das Album Rage Against the Machine - Italien - 2021: für die Single Killing in the Name - 2023: für das Album Rage Against the Machine - Kanada - 1994: für das Album Rage Against the Machine - 1996: für das Album Evil Empire - Neuseeland - 2000: für das Videoalbum The Battle of Los Angeles - 2000: für das Album The Battle of Los Angeles - 2021: für die Single Bulls on Parade - 2023: für die Single Bombtrack - Niederlande - 1998: für das Album Rage Against the Machine - Spanien - 2024: für die Single Killing in the Name | 2× Platin-Schallplatte - Australien - 2008: für das Videoalbum The Battle of Mexico City - Neuseeland - 1996: für das Album Evil Empire 3× Platin-Schallplatte - Australien - 2008: für das Videoalbum Live at the Grand Olympic Auditorium - Kanada - 2019: für das Album The Battle of Los Angeles 4× Platin-Schallplatte - Neuseeland - 1997: für das Album Rage Against the Machine 5× Platin-Schallplatte - Australien - 2015: für das Album Rage Against the Machine - Dänemark - 2021: für das Album Rage Against the Machine - Neuseeland - 2024: für die Single Killing in the Name |

Anmerkung: Auszeichnungen in Ländern aus den Charttabellen bzw. Chartboxen sind in ebendiesen zu finden.
| Land/RegionAuszeichnungen für Musikverkäufe (Land/Region, Auszeichnungen, Verkäufe, Quellen) | Silber  | Gold       | Platin       | Verkäufe    | Quellen                       |
| -------------------------------------------------------------------------------------------- | ------- | ---------- | ------------ | ----------- | ----------------------------- |
| Australien (ARIA)                                                                            | —       | Gold1      | 14× Platin14 | 710.000     | aria.com.au                   |
| Belgien (BRMA)                                                                               | —       | 2× Gold2   | —            | 50.000      | ultratop.be                   |
| Dänemark (IFPI)                                                                              | —       | —          | 6× Platin6   | 190.000     | ifpi.dk                       |
| Deutschland (BVMI)                                                                           | —       | 2× Gold2   | —            | 500.000     | musikindustrie.de             |
| Europa (IFPI)                                                                                | —       | —          | Platin1      | (1.000.000) | Einzelnachweise               |
| Frankreich (SNEP)                                                                            | —       | 2× Gold2   | Platin1      | 410.000     | snepmusique.com               |
| Italien (FIMI)                                                                               | —       | —          | 2× Platin2   | 120.000     | fimi.it                       |
| Japan (RIAJ)                                                                                 | —       | 3× Gold3   | —            | 300.000     | riaj.or.jp                    |
| Kanada (MC)                                                                                  | —       | —          | 5× Platin5   | 440.000     | musiccanada.com               |
| Neuseeland (RMNZ)                                                                            | —       | Gold1      | 15× Platin15 | 340.000     | aotearoamusiccharts.co.nz NZ2 |
| Niederlande (NVPI)                                                                           | —       | —          | Platin1      | 100.000     | nvpi.nl                       |
| Norwegen (IFPI)                                                                              | —       | Gold1      | —            | 25.000      | ifpi.no                       |
| Österreich (IFPI)                                                                            | —       | Gold1      | —            | 25.000      | ifpi.at                       |
| Schweden (IFPI)                                                                              | —       | Gold1      | —            | 40.000      | sverigetopplistan.se          |
| Schweiz (IFPI)                                                                               | —       | 2× Gold2   | —            | 45.000      | hitparade.ch                  |
| Spanien (Promusicae)                                                                         | —       | Gold1      | Platin1      | 110.000     | elportaldemusica.es           |
| Vereinigte Staaten (RIAA)                                                                    | —       | 2× Gold2   | 11× Platin11 | 9.300.000   | riaa.com                      |
| Vereinigtes Königreich (BPI)                                                                 | Silber1 | 7× Gold7   | 4× Platin4   | 2.475.000   | bpi.co.uk                     |
| Insgesamt                                                                                    | Silber1 | 26× Gold26 | 62× Platin62 |             |                               |